# Hockenhorn
Das Hockenhorn ist ein 3293 m ü. M. hoher Gipfel nördlich des Lötschentals an der Grenze zwischen den Kantonen Bern und Wallis in der Schweiz.
Im August 1840 fand die Erstbesteigung durch den Engländer Arthur Thomas Malkin statt. Heute ist das Hockenhorn für erfahrene Bergwanderer ein leicht zu besteigender Gipfel mit Aussicht auf einen Grossteil der Walliser Alpen bis hin zum Mont Blanc.
Der Zugang erfolgt von Süden her vom Lötschental, von Norden her vom Gasterntal (Kandersteg) über den Lötschenpass oder von der Lauchernalp von Süd/Südosten her über den Mühlebachgletscher zum Gipfelaufschwung. Das letzte Stück führt vom nordwestlich gelegenen Punkt (Skidepot für Skitouren) über leichte Schotter treppenartig bis zum Gipfel.